# CS Constantine
Der Club Sportif Constantinois (arabisch النادي الرياضي القسنطيني) ist ein algerischer Fußballklub aus der Stadt Constantine. Er wurde 1898 gegründet und ist damit die älteste noch existierende Fußballmannschaft in Algerien.
Der CS Constantine spielt in der Ligue Professionnelle 1, der höchsten Liga des Landes.

## Geschichte

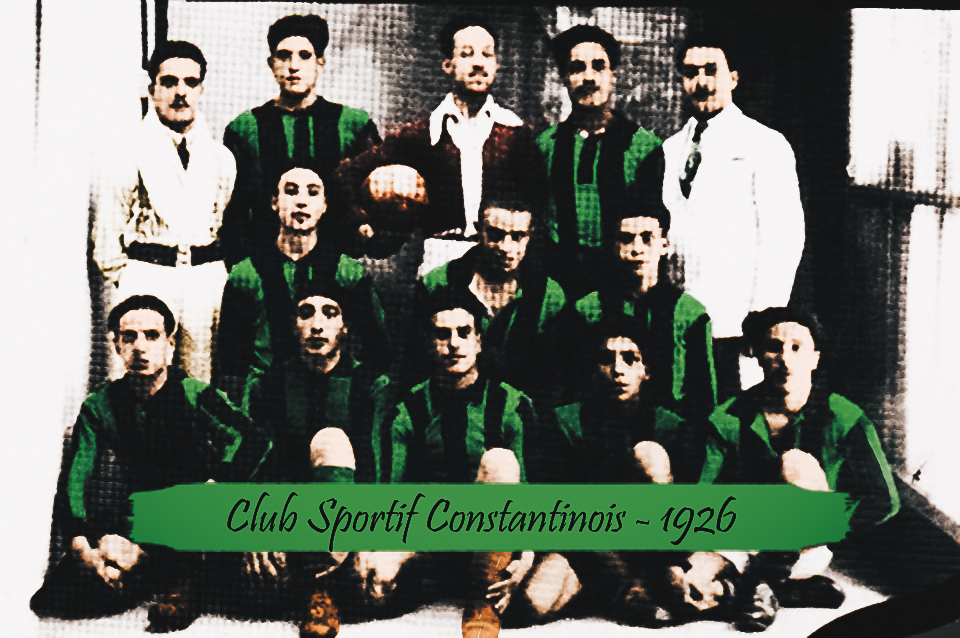
Teamfoto, 1926

Der Klub wurde 1898 unter dem Namen IKBAL Emancipation gegründet. 1909 wurde die Mannschaft allerdings von der französischen Kolonialregierung geschlossen. 1916 wurde die Mannschaft unter dem Étoile Club Musulman Constantinois wieder ins Leben gerufen. 1918 dann wieder durch Frankreich geschlossen.
Am 26. Juni 1926 wurde der Club Sportif Constantinois dann gegründet. Dieser Klub wurde nicht geschlossen, da auch europäische Spieler hier spielen durften.
Den ersten großen Erfolg erreichte CSC in der Saison 1996/1997, als die Meisterschaft gewonnen werden konnte.
Zwischen 2012 und 2016 hielt die algerische Fluggesellschaft Tassili Airlines die Hauptanteile (75 %) am Verein.

## Erfolge
- Meister (2):

1996/97 und 2017/2018

## Statistik in den CAF-Wettbewerben
| Wettbewerb                   | Runde         | Gegner                | Hinspiel | Rückspiel |  |
| ---------------------------- | ------------- | --------------------- | -------- | --------- |  |
|                              |               |                       |          |           |  |
| CAF Champions League 1998    | 1. Runde      | AS Douanes Dakar      | 1:2 (A)  | 0:0 (H)   |  |
| CAF Confederation Cup 2014   | Qualifikation | ASN Nigelec           | 0:2 (A)  | 4:1 (H)   |  |
|                              | 1. Runde      | Red Lions FC          | 1:0 (A)  | 2:0 (H)   |  |
|                              | 2. Runde      | ASEC Abidjan          | 1:0 (H)  | 0:6 (A)   |  |
| CAF Confederation Cup 2016   | 1. Runde      | Nasarawa United FC    | 0:1 (A)  | 4:1 (H)   |  |
|                              | 2. Runde      | Misr El-Makasa        | 1:0 (H)  | 1:3 (A)   |  |
| CAF Champions League 2018/19 | Qualifikation | Gamtel FC             | 0:0 (H)  | 0:1 (A)   |  |
|                              | 1. Runde      | Vipers SC             | 1:0 (H)  | 2:0 (A)   |  |
|                              | Gruppe C      | Club Africain Tunis   | 0:1 (A)  | 0:1 (H)   |  |
|                              | Gruppe C      | Tout Puissant Mazembe | 3:0 (H)  | 0:2 (A)   |  |
|                              | Gruppe C      | Ismaily SC            | 1:1 (A)  | 3:2 (H)   |  |
|                              | Viertelfinale | Espérance Tunis       | 2:3 (H)  | 1:3 (A)   |  |